# Poissonvergelijking
Een poissonvergelijking is een partiële differentiaalvergelijking die in een cartesisch coördinatenstelsel onderstaande vorm heeft:
{\displaystyle \left({\frac {\partial ^{2}}{\partial x^{2}}}+{\frac {\partial ^{2}}{\partial y^{2}}}+{\frac {\partial ^{2}}{\partial z^{2}}}\right)\varphi (x,y,z)=f(x,y,z)}
De divergentie van de gradiënt van de scalaire functie {\displaystyle \varphi (x,y,z)} is gelijk aan een andere scalaire functie {\displaystyle f(x,y,z)}. 
Onafhankelijk van een coördinatenstelsel met de nablaoperator {\displaystyle \nabla } genoteerd:
{\displaystyle \nabla ^{2}\varphi =f}
of met de laplace-operator:
{\displaystyle \Delta \varphi =f}.
De vergelijking is naar de Franse wis- en natuurkundige Siméon Denis Poisson (1781 - 1840) genoemd. Het symbool {\displaystyle \nabla } wordt nabla of nablaoperator genoemd en komt van het Assyrische woord voor harp.

## Voorbeelden
De vergelijking komt onder andere in de elektriciteitsleer voor, als betrekking tussen de elektrische potentiaal V en een ladingsdichtheid ρ.
{\displaystyle \nabla ^{2}V=-{\rho  \over \varepsilon _{0}}}
In een gebied waar zich geen elektrische lading bevindt, gaat de vergelijking in de laplace-vergelijking over:
{\displaystyle \nabla ^{2}V=0}

## Oplossingsmethoden
Er bestaan verschillende methoden voor een numerieke oplossing. De relaxatiemethode, een iteratief algoritme, is daar een voorbeeld van.